# MR.CHILDREN DOME TOUR 2005 "I ♥ U" 〜FINAL IN TOKYO DOME〜
『MR.CHILDREN DOME TOUR 2005 "I ♥ U" 〜FINAL IN TOKYO DOME〜』（ミスター・チルドレン・ドーム・ツアー にせんご アイ・ラヴ・ユー ファイナル・イン・トウキョウ・ドーム）は、日本のバンド・Mr.Childrenの10作目の映像作品。2006年5月10日にトイズファクトリーよりDVDで発売された。

## リリース・音楽性
通常盤の1形態で発売。DVD2枚組。三方背ボックス仕様となっている。
12thアルバム『I ♥ U』を引っ提げ開催されたドームツアー『MR.CHILDREN DOME TOUR 2005 "I ♥ U"』のうち、ツアー最終日となる2005年12月27日に行なわれた東京ドーム公演のライブの模様を収録している。監督は丹下紘希が務めた。また、特典映像として本ツアーの中盤で桜井和寿がその日の気分によって演奏楽曲を決めた『弾き語りコーナー』より「抱きしめたい」「Simple」「Over」「君が好き」「2日遅れのクリスマス」の5曲を収録しているほか、「and I love you」のミュージック・ビデオ、「靴ひも」「未来」のライブ演出映像を収録
。
Mr.Childrenの映像作品としては、前作『Mr.Children Tour 2004 シフクノオト』以来約1年5か月ぶりとなるリリース。
本作のアートディレクターは丹下が担当。
発売に合わせ、本作に収録されている「Monster」「Worlds end」「未来」の映像が公式サイトで期間限定で視聴出来た。また、2013年にMr.Childrenの公式YouTubeチャンネルが開設されたことに伴い、「ニシエヒガシエ」「Worlds end」の映像がアップロードされた。
2006年4月20日 - 21日、シネマGAGA!で本作のプレミアム先行試写会を開催（20日はファンクラブ限定）。

## チャート成績
初週で約9.6万枚を売り上げ、2006年5月22日付のオリコン週間DVDランキングで初登場1位を獲得。Mr.Childrenとしては『wonederful world on DEC 21』以来となる通算2作目の週間DVDランキング1位となった。また、翌週も1位をキープし、初週より2週連続で1位を獲得することとなった。

## 出演
- Mr.Children
  - 桜井和寿：Vocal & Guitar
  - 田原健一：Guitar
  - 中川敬輔：Bass
  - 鈴木英哉：Drums
- Band
  - 浦清英：Keyboards
  - 河口修二：Guitar
  - SUNNY：Keyboards

## 収録内容

### Disc 1
1. OPENING
2. LOVE はじめました
3. Dance Dance Dance
4. ニシエヒガシエ
5. 跳べ
6. innocent world
7. 言わせてみてぇもんだ
  - 曲の前後に観客との掛け合いが行なわれ、「ガッツだぜ!!」（ウルフルズの楽曲）や「卒業」（尾崎豊の楽曲）、「ヘイ・ジュード」（ビートルズの楽曲）の一節を歌った。
  - 曲前にMCが行なわれていたが、映像ではカットされている。
8. くるみ
  - キーを半音下げて演奏された。
  - 曲前にMCが行なわれていたが、映像ではカットされている。
9. CANDY
  - ライブスクリーン映像の監督は村田朋泰が務めた。
10. 靴ひも
11. 隔たり
  - ライブスクリーン映像の監督は村田朋泰が務めた。
12. ファスナー
13. Monster

#### BONUS TRACK
1. 抱きしめたい（2005.11.27 / 東京ドーム）
  - 桜井和寿による弾き語り。
2. Simple（2005.12.10 / 札幌ドーム）
  - キーを全音下げて演奏された。桜井による弾き語り。
3. Over（2005.12.17 / ナゴヤドーム）
  - キーを3度下げて演奏された。桜井による弾き語り。
4. 君が好き（2005.12.18 / ナゴヤドーム）
  - キーを全音下げて演奏された。桜井による弾き語り。
5. 2日遅れのクリスマス（2005.12.24 / 福岡ドーム）
  - キーを全音上げて演奏された。桜井による弾き語り。
  - アマチュア時代の楽曲で、シングルおよびアルバムには未収録となっている。1990年12月24日に渋谷La.mamaで開催された初ワンマンライブ[9]『X'masトレインに飛び乗れ!』の際に無料配布された3曲入りカセットテープ『19:00発、X'masトレインに飛び乗れ!』収録曲。

### Disc 2
1. CENTER OF UNIVERSE
2. ランニングハイ
3. 名もなき詩
  - 桜井による弾き語り。2番から鈴木英哉も参加。
  - 曲前にMCが行なわれていたが、映像ではカットされている。
4. ラララ
5. overture 〜 蘇生
6. Worlds end
7. Hallelujah
  - キーを半音下げて演奏された。
  - アウトロで次曲「and I love you」のサビを重ねて歌われた[10]。
8. and I love you
  - キーを半音下げて演奏された。
9. 未来
  - ここからアンコール。
  - 曲前にMCが行なわれていたが、映像ではカットされている。
10. 僕らの音
11. 潜水
  - ライブスクリーン映像の監督は上田大樹が務めた。
  - 曲前にMCが行なわれた。
12. Sign
  - ツアーではこの日のみの演奏となった[9]。小林武史がキーボーディストとしてステージに登場。
  - 曲前にMCが行なわれた。内容が一部カットされている。
13. STAFF & CREDIT
  - BGMは「ヨーイドン」。

#### BONUS TRACK
1. 靴ひも
  - ライブスクリーン映像。
2. 未来
  - ライブスクリーン映像。
3. and I love you
  - ミュージック・ビデオ。